# Stalna strukturirana suradnja

Stalna strukturirana suradnja (engleski: Permanent Structured Cooperation; PESCO) je strukturalna integracija koju provodi 25 od 28 nacionalnih oružanih snaga država članica  Europske unije na temelju članka 42.6 i Protokola 10 Ugovora o Europskoj uniji u sklopu Zajedničke sigurnosne i obrambene Unije (CSDP).Zajedno s Koordiniranim godišnjim pregledom obrane (Coordinated Annual Review on Defence, CARD), Europskim obrambenim fondom (European Defence Fund, EDF), Sposobnostima za planiranje i provedbu vojnih misija s neizvršnim mandatom (Military Planning and Conduct Capability, MPCC), PESCO tvori novi sveobuhvatni obrambeni paket EU-a. PESCO je sličan EU mehanizmu pojačane suradnje (Enhanced cooperation) u smislu da integracija ne zahtijeva da u njemu sudjeluju sve države članice EU.

## Povijest
PESCO je naveden u neratificiranom Europskom ustavu u članku III-312, a potom i u Lisabonskom ugovoru iz 2009, što je otvorilo mogućnost onim državama članicama čije vojne sposobnosti zadovoljavaju više kriterije i koje su se međusobno obvezale jedna prema drugom po pitanju suradnje u najzahtjevnijim vojnim operacijama da uspostave trajnu strukturiranu suradnju unutar okvira EU. PESCO se smatrao načinom ostvarivanja ideje o zajedničkoj obrani predviđenog člankom 42. Bivši predsjednik Europske komisije Jean-Claude Juncker je nazvao PESCO "uspavanom ljepoticom Lisabonskog ugovora".
U 2010-ima, geopolitička situacija u susjedstvu EU-a se počela značajno mijenjati što je rezultiralo nizom kriza. Građanski ratovi u Libiji i Siriji te uspon Islamske države prouzročili su europsku migracijsku krizu, dok je Rusija vojnom intervencijom nasilno anektirala Ukrajinski poluotok Krim te potaknula dodatne sukoba u Ukrajini zbog potpisivanja Sporazuma o pridruživanju Europske unije i Ukrajine. Godine 2016. Donald Trump izabran je za predsjednika Sjedinjenih Američkih Država na političkoj platformi kritike NATO saveznika, odbijajući nekoliko puta poduprijeti klauzulu obostrane obrane, dok je Ujedinjeno Kraljevstvo, uz Francusku najveća vojna sila EU, najavilo povlačenje iz EU i 1. veljače 2020. se povukla.
Ovo novo okruženje, iako vrlo različito od onog za koje je PESCO prvotno namijenjen, dalo je novi zamah europskoj obrambenoj suradnji. Izlazak Ujedinjenog Kraljevstva, povijesnog protivnika te suradnje, dalo je nadu realizaciji projekta. Bivša njemačka kancelarka Angela Merkel je na skupu u Bavarskoj izjavila: "Vrijeme u kojemu smo mogli potpuno ovisiti o drugima je u određenoj mjeri završilo. (...) Iskusila sam to u posljednjih nekoliko dana. Mi Europljani uistinu moramo preuzeti našu sudbinu u svoje ruke." Krajem 2016, EU je uvrstila obrambenu suradnju u svoje post-Brexitovske Bratislavu i Rimsku deklaraciju.
Isprva je postojalo neslaganje između Francuske i Njemačke o prirodi PESCO-a. Francuska je željela malu, ali ambicioznu grupu s ozbiljnim sposobnostima, dok je Njemačka, bojeći se daljnje podjele unutar EU, htjeli sveobuhvatniji pristup koji bi potencijalno uključivao sve države članice, bez obzira na njihov vojni kapacitet i spremnost za integraciju. Za Njemačku se tu radilo o izgradnji sposobnosti i slanju signala o jedinstvu EU nakon Brexita, dok je Francuska bila usmjerena na vojne operacije i traženje pomoći za svoje preopterećene jedinice u Africi. Na kraju su odlučili da će PESCO biti proces, odnosno da će biti uključiv, ali da neće sve države članice biti obvezne sudjelovati u svim projektima te da će njegov razvoj biti postepen što će omogućiti razvoj novih, zajedničkih sposobnosti bez potrebe za rješavanjem većih razlika na krajnjim ciljevima. Nadalje, države ne bi trebale već imati razvijene vojne sposobnosti, nego bi se samo trebale obvezati da će raditi prema njihovom razvoju. Ovo je išlo u korist Francuske ideje o poboljšanju vojnih sposobnosti bez potrebe za isključivanjem država koje još nisu dostigle zadovoljavajuću razinu razvoja.

### Aktivacija
Dana 7. rujna 2017., postignut je dogovor između ministara vanjskih poslova država članica EU da se pokrene PESCO s 10 inicijalnih projekata. Sporazum je potpisan 13. studenog 2017. od strane predstavnika 23 od 28 država članica. Irska i Portugal su obavijestile Visoku predstavnicu EU i Vijeće Europske unije o svojoj želji da se pridruže PESCO-u 7. prosinca 2017. PESCO je aktiviran 11. prosinca 2017. od strane 25 država članica EU.
Danska ne sudjeluje u programu zato što je trajno izuzeta iz sudjelovanja u Zajedničkoj sigurnosnoj i obrambenoj politici EU, Ujedinjeno Kraljevstvo zato što namjerava napustiti EU 2019., dok se Malta, vojno neutralna država, odlučila privremeno ne uključivati dok ne vidi kako će se projekt razvijati.

## Načela
Države sudionice moraju o svojoj namjeri obavijestiti Vijeće EU i Visoku predstavnicu. Zatim Vijeće kvalificiranom većinom usvaja odluku o osnivanju PESO-a i određuje popis uključenih država članica. Ostale države članice koje ispunjava kriterije i žele sudjelovati mogu se pridružiti programu slijedeći isti postupak, ali u glasovanju za njihovo uključivanje sudjeluju samo države koje su već uključeni u projekt. Ako država koja sudjeluje u projektu više  ne zadovoljava kriterije, odluka o njenoj suspenziji donosi se na isti način kao i za primanje novih članova, ali ta država nema pravo glasa. Ako država želi izaći iz programa, o tome samo mora obavijestiti Vijeće EU. Sve ostale odluke i preporuke Vijeća u odnosu na PESCO, koje se ne odnose na članstvo, jednoglasno donose države koje sudjeluju u programu.
Kriteriji utvrđeni u Protokolu PESCO-a su:
- suradnja i usklađivanje zahtjeva i resursa u područjima nabave, istraživanja, financiranja i korištenja vojne opreme, posebice programa i inicijativa Europske obrambene agencije,
- mogućnost opskrbe, bilo na nacionalnoj razini ili kao dio multinacionalnih grupa, određenih borbenih jedinica za planirane misije, strukturirane na taktičnoj razini kao borbene grupe, uz podršku određenih elemenata, uključujući prometa (zračnog i pomorskog) i logistike, u trajanju od 5 do 30 dana, posebice kao odgovor na zahtjeve Ujedinjenih naroda, a koja može biti održiva u početnom razdoblju od 30 dana i produžetku od najmanje 120 dana.
- sposobnost za obavljanje zadatka zajedničkih operacija razoružavanja, vojnog savjetovanja i pomoći, humanitarnih i spasilačkih zadataka, mirovnih misija, prevencije sukoba, zadatke borbenih snaga u kriznom menadžmentu, uključujući mirovne misije i post-konfliktnu stabilizaciju, a sve to u prethodno navedenim vremenskim rokovima.

## Sudionici
██ 10 ili više projekata
██ 6 do 9 projekata
██ 3 do 5 projekata
██ 1 do 2 projekta
| - Austrija - Belgija - Bugarska - Hrvatska - Cipar - Češka - Estonija - Finska - Francuska - Njemačka - Grčka - Mađarska - Irska | - Italija - Latvija - Litva - Luxembourg - Nizozemska - Poljska - Portugal - Rumunjska - Slovačka - Slovenija - Španjolska - Švedska |

Jedine članice EU koje ne sudjeluju u projektu su:
- Danska: trajno izdvojena iz zajedničke obrambene i sigurnosne politike.
- Malta: želi vidjeti kako će se PESCO razvijati, jer bi sudjelovanje u projektu moglo biti protivno odredbi Malteškog ustava o vojnoj neutralnosti.

Iako Ujedinjeno Kraljevstvo napušta EU, PESCO se razvija u smjeru u kojemu bi se osigurala mogućnost sudjelovanja trećih država. Norveška je još jedna država na koju bi se ovo moglo odnositi zato što je u prošlosti bila aktivna u vojnim operacijama EU.

### Neutralne države
U programu PESCO sudjeluje četiri od pet država članica EU koje su vojno neutralne (Austrija, Finska, Irska i Švedska). Program je dizajniran tako dopusti državama s jedinstvenom vanjskom politikom da se izuzmu iz sudjelovanja u određenim projektima. 
Pojedini članovi Irskog parlamenta smatraju da se Irska priključivanjem PESCO-u odrekla vojne neutralnost dok su drugi kritičari tvrdili da će doći do povećanja troškova obrane. Irska vlada tvrdi kako je mogućnost izuzeća iz određenih projekata PESCO-a pozitivna te da će Irska sudjelovati samo u onim projektima koji joj mogu donijeti korist kao što su borba protiv terorizma, kibernetička sigurnost i održavanje mira, a da neće "kupovati nosače zrakoplova i vojne zrakoplove" te da će povećanje troškova obrane biti zanemarivo. 

### NATO
Oko 4/5 država koje sudjeluju u PESCO-u su ujedno i članice NATO-a, dok su dvije, Danska i Ujedinjeno Kraljevstvo članice NATO-a, ali ne i PESCO-a. Iako je PESCO dijelom osnovan i zbog sumnje u predanost SAD-a NATO-u, dužnosnici ističu da će PESCO upotpunjavati NATO, a ne mu konkurirati. NATO se još uvijek smatra glavnim jamcem europske obrane, dok je PESCO fokusiran na krize. Generalni tajnik NATO-a Jens Stoltenberg je naglasio kako je vojna mobilnost ključni primjer suradnje NATO-a i EU.

## Upravljanje
PESCO ima dva stupnja vlasti:
- Vijeće: odgovorno je za opći smjer politike i donošenja odluka, uključujući i mehanizam procjene kojim utvrđuje ispunjavaju li države sudionice svoje obveze. Pravo glasi imaju samo države sudionice, odluke donose jednoglasno (osim rješenja o obustavi članstva i ulaska novih članova, koji se donose kvalificiranom većinom).
- Projekti: svakim projektom upravljaju države članice koje u njemu sudjeluju u skladu s općim pravilima za upravljanje projektima.

### Tajništvo
Europska obrambena agencija i Europska služba za vanjsko djelovanje su tajništvo PESCO-a.

### Financiranje
PESCO projekte će financijskih podupirati od Europske komisije novosonovan Europski obrambeni fond. 

## Projekti

### Planirani
Izvorno je predložen popis s 50 idejnih projekata, koji je naknadno smanjen na nekoliko manjih. Glavni projekti naoružavanja su planirani u budućnosti (EU snage koriste 178 različitih vrsta naoružanja u usporedbi s 30 u SAD-u) te će se PESCO u početku fokusirati na manje operacije.
Popis prvih zajedničkih projekata PESCO-a od 2017:
Izvorno je predložen popis s 50 idejnih projekata, koji je naknadno smanjen na nekoliko manjih. Glavni projekti naoružavanja su planirani u budućnosti (EU snage koriste 178 različitih vrsta naoružanja u usporedbi s 30 u SAD-u) te će se PESCO u početku fokusirati na manje operacije.
Popis prvih zajedničkih projekata PESCO-a od 2017:
| Naziv projekta                                                                          | Kratica       | AT | BE | BG | CY | HR | CZ | EE | FI | FR | DE | EL | HU | IE | IT | LV | LT | LU | NL | PL | PT | RO | SK | SI | ES | SK |
| --------------------------------------------------------------------------------------- | ------------- | -- | -- | -- | -- | -- | -- | -- | -- | -- | -- | -- | -- | -- | -- | -- | -- | -- | -- | -- | -- | -- | -- | -- | -- | -- |
| Europsko medicinsko zapovjedništvo                                                      | EMC           | N  | N  | P  | N  | N  | P  | N  | N  | P  | V  | N  | N  | N  | S  | N  | P  | P  | S  | N  | N  | S  | S  | N  | S  | S  |
| Europski sigurni definiran softverski radio                                             | ESSOR         | N  | S  | N  | N  | N  | N  | P  | S  | V  | S  | N  | N  | N  | S  | N  | N  | N  | S  | S  | N  | N  | N  | N  | P  | N  |
| Mreža logističkih čvorišta u Europi i podrška operacijama                               | /             | N  | S  | S  | S  | S  | N  | N  | N  | P  | V  | S  | S  | N  | S  | N  | N  | N  | S  | N  | S  | N  | S  | S  | S  | N  |
| Vojna mobilnost                                                                         | /             | S  | S  | S  | S  | S  | S  | S  | S  | P  | V  | S  | S  | S  | S  | S  | S  | S  | V  | S  | S  | S  | S  | S  | S  | S  |
| EU centar kompetencija za obučne misije                                                 | EU TMCC       | S  | S  | N  | S  | N  | P  | N  | N  | V  | V  | N  | N  | S  | V  | N  | N  | S  | S  | N  | S  | S  | N  | P  | V  | S  |
| Europski centar za certifikaciju obuke oružanih snaga EU                                | /             | N  | N  | N  | N  | N  | N  | N  | N  | N  | N  | S  | N  | N  | V  | N  | N  | N  | N  | N  | S  | N  | N  | N  | P  | N  |
| Funkcija energetske operativnosti                                                       | EOF           | N  | S  | N  | P  | N  | N  | N  | N  | V  | P  | N  | N  | P  | S  | N  | N  | N  | P  | N  | P  | N  | N  | N  | S  | N  |
| Rasporedivi paket vojne sposobnosti za pomoć u slučajevima nesreća                      | /             | S  | N  | P  | N  | S  | N  | S  | N  | N  | S  | N  | N  | S  | V  | N  | N  | N  | N  | N  | S  | N  | N  | N  | N  | N  |
| Pomorski poluautonomni sustavi za protuminsku zaštitu                                   | MAS MCM       | N  | V  | N  | N  | N  | N  | P  | N  | P  | N  | S  | N  | S  | S  | N  | N  | N  | S  | N  | S  | S  | N  | N  | P  | N  |
| Nadzor i zaštita luka i pomorstva                                                       | HARMSPRO      | N  | P  | N  | N  | N  | N  | N  | N  | N  | N  | S  | N  | S  | V  | N  | N  | N  | P  | N  | S  | N  | N  | N  | N  | N  |
| Nadogradnja pomorskog nadzora                                                           | /             | N  | N  | S  | S  | S  | N  | N  | N  | N  | N  | V  | N  | S  | S  | N  | N  | N  | N  | N  | P  | N  | N  | N  | S  | N  |
| Platforma za dijeljenje informacija o kibernetičkim prijetnjama i odgovoru na incidente | /             | S  | P  | N  | S  | N  | N  | P  | P  | N  | P  | V  | S  | S  | S  | N  | P  | N  | N  | N  | S  | N  | N  | P  | S  | N  |
| Tim za brzu pomoć kod kibernetičih napada i međusobnu pomoć oko kibernetičke sigurnosti | /             | N  | P  | N  | N  | S  | N  | P  | S  | N  | P  | P  | N  | N  | N  | N  | V  | N  | S  | N  | N  | N  | N  | P  | S  | N  |
| Strateški zapovjedni i kontrolni (C2) sustav u CSDP misijama i operacijama              | /             | N  | N  | N  | N  | N  | N  | N  | N  | N  | S  | N  | N  | N  | S  | N  | N  | P  | N  | N  | S  | N  | N  | N  | V  | N  |
| Borbeno oklopno vozilo / amfibijsko jurišno vozilo / lako oklopno vozilo                | /             | N  | N  | N  | N  | N  | P  | N  | N  | N  | N  | S  | P  | N  | V  | N  | N  | N  | N  | N  | P  | N  | P  | N  | P  | N  |
| Neizravna paljbena potpora                                                              | EuroArtillery | N  | N  | P  | N  | N  | P  | N  | N  | N  | N  | N  | P  | N  | S  | N  | N  | N  | N  | N  | P  | N  | V  | P  | P  | N  |
| EUFOR jezgra za operacije odgovora na krize                                             | EUFOR CROC    | N  | P  | N  | S  | N  | P  | N  | N  | V  | V  | N  | N  | N  | V  | N  | N  | N  | N  | N  | P  | N  | N  | P  | V  | N  |

| V | Vodeći sudionik |
| S | Sudionik        |
| P | Promatrač       |
| N | Ne sudjeluje    |

## Popis literature
1. ↑  Permanent Structured Cooperation (PESCO) - Factsheet, European External Action Service
2. ↑  http://www.consilium.europa.eu/media/32079/pesco-overview-of-first-collaborative-of-projects-for-press.pdf
3. ↑  Članak 42(6), Članak 43(1), Članak 46, Protokol 10 Aamandmana Treaty on European Union
4. ↑  da se uspavana ljepotica probudi[neaktivna poveznica], ECFR 15 Studenog 2017
5. ↑  Angela Merkel: EU se više ne može osloniti na SAD i UK, Guardian 28 Svibnja 2017
6. ↑  Mogu li Grancuska i Njemačka pokrenuti PESCO kao proces prema EU obrani?, German Marshall Fund 6 Listopada 2017
7. ↑  Europska vojna suradnja: Kako obraniti Europu?, Euractiv 29. studenoga 2017.
8. ↑  https://seenews.com/news/romania-to-join-eus-defence-initiative-pesco-587373
9. ↑  Arhivirana kopija. Inačica izvorne stranice arhivirana 18. listopada 2017. Pristupljeno 18. veljače 2018. journal zahtijeva |journal= (pomoć)CS1 održavanje: arhivirana kopija u naslovu (link)
10. ↑  Arhivirana kopija. Inačica izvorne stranice arhivirana 12. listopada 2017. Pristupljeno 18. veljače 2018. journal zahtijeva |journal= (pomoć)CS1 održavanje: arhivirana kopija u naslovu (link)
11. ↑  Defence cooperation: Council establishes Permanent Structured Cooperation (PESCO), with 25 member states participating  Arhivirana inačica izvorne stranice od 25. prosinca 2017. (Wayback Machine), Council of the European Union 11. prosinca 2017.
12. ↑  PESCO: EU paves way to defense union. Deutsche Welle. 13. studenoga 2017. Inačica izvorne stranice arhivirana 18. studenoga 2017. Pristupljeno 16. studenoga 2017.
13. ↑  Erlanger, Steven. 13. studenoga 2017. E.U. Moves Closer to a Joint Military Force. The New York Times (engleski). ISSN 0362-4331. Inačica izvorne stranice arhivirana 13. studenoga 2017. Pristupljeno 13. studenoga 2017.
14. ↑  Države EU spremne su se usuglasiti o zajedničkom obrambenom paktu, Financial Times 7 Studenog 2017
15. ↑  Vanjska i sigurnosna politika, Mission of Norway to the EU
16. ↑  https://www.rte.ie/news/politics/2017/1207/925760-pesco/
17. ↑  https://www.irishtimes.com/opinion/eu-defence-co-operation-is-no-threat-to-irish-neutrality-1.3343293
18. ↑  Member countries, NATO 12 Lipnja 2017
19. ↑  EU će potpisati zajednički pakt o obrani u znaku post-Brexitovog jedinstva, Euractiv 9 Studeni 2017
20. ↑  Glavni tajnik NATO-a pozdravlja PESCO, ističe potrebu za komplementarnosti, NATO 14 Studenog 2017
21. ↑  https://isnblog.ethz.ch/defense/permanent-structured-cooperation-an-institutional-pathway-for-european-defence
22. 1 2  http://www.consilium.europa.eu/media/32020/draft-pesco-declaration-clean-10122017.pdf